# Aconcagua
L'Aconcagua és una muntanya que es troba a la província de Mendoza (Argentina), a uns 15 quilòmetres de la frontera amb Xile i s'eleva fins als 6.962 metres d'altitud. És la muntanya més alta de l'Argentina, de la gran serralada dels Andes, del continent americà, de l'hemisferi sud i occidental i, per tant, la més alta del món fora de l'Àsia. És un dels Set Cims. Domina un vast parc provincial, el Parc Provincial de l'Aconcagua, que protegeix les espècies animals típiques dels Andes, en especial el còndor andí i el guanac, així com una vegetació rara i fràgil. De fet, el clima és àrid i la capa de neu fina, tot i l'existència d'algunes petites glaceres.
El seu ascens és relativament fàcil per a les persones aclimatades a l'altitud, malgrat els fenòmens de vent violents que es produeixen a la zona. La muntanya sembla haver estat ocupada molt aviat per les poblacions quítxues. El 14 de gener de 1897 el suís Mathias Zurbriggen hi va fer la primera ascensió per la cara nord.

## Toponímia
El nom Aconcagua seria una castellanització d'una arrel quítxua, aqu que significa "sorra" i k'awa que designa la cinta de llana vermella usada com a diadema pels inques. Per tant, aquesta "cinta de sorra" hauria indicat en primer lloc el riu del mateix nom, el Riu Aconcagua, que desemboca a l'oceà Pacífic, prop de Valparaíso i la vall circumdant, abans de nomenar el cim mateix. Una altra teoria suggereix que el nom prové de les paraules en quítxua akon i kahuak que significa "sentinella de pedra" o la variant ancocahuac que significa "sentinella blanca". Una tercera teoria, en aimara, diu que procedeix de les paraules kon i kawa, que signifiquen respectivament "va nevar" i "muntanya", o "muntanya nevada", mentre els maputxes l'anomenen Aconca-Hue, que es pot traduir com a "Qui ve de l'altre costat". De vegades, l'Aconcagua és anomenat "colós d'Amèrica".

## Geografia

### Situació

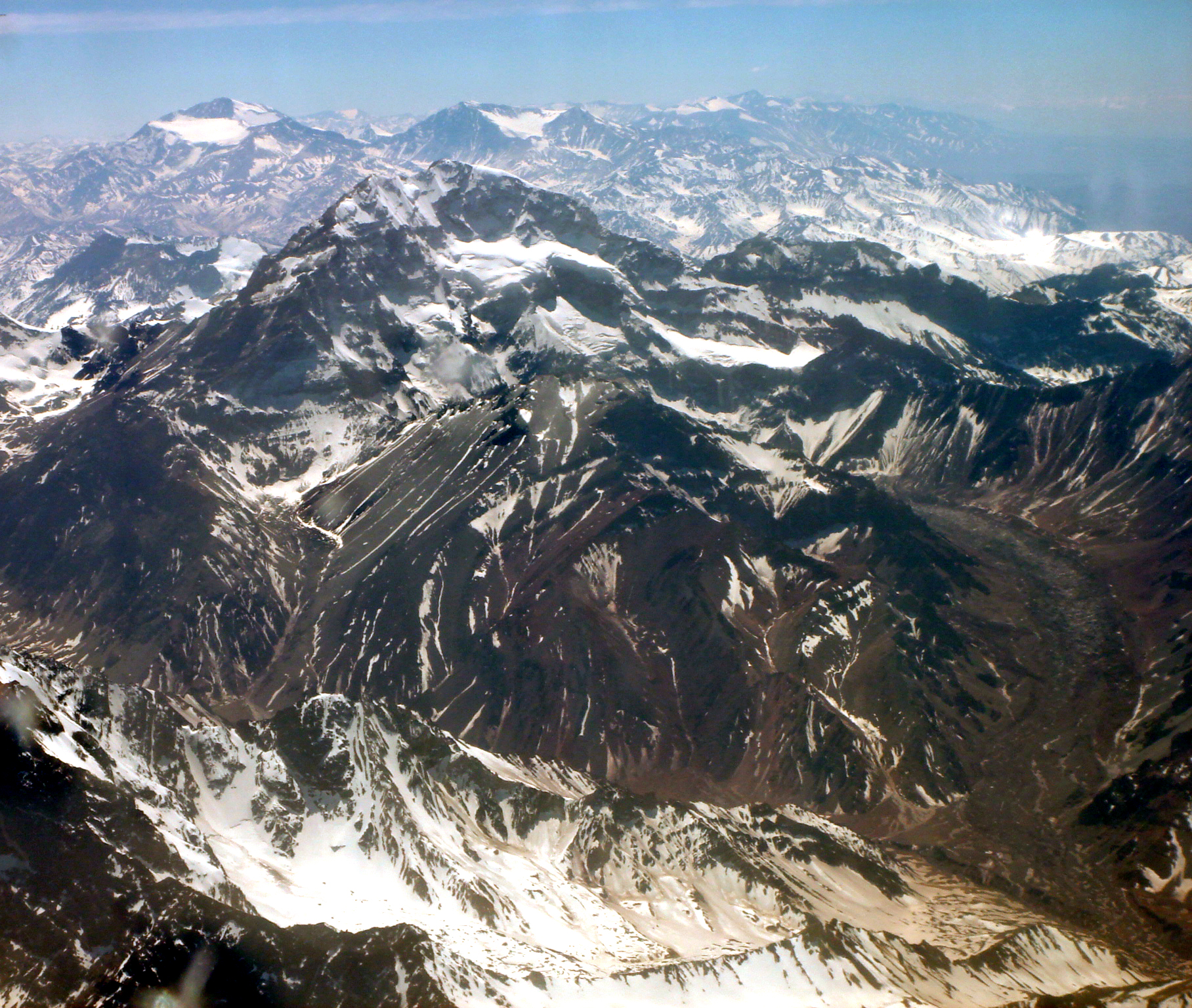
Vista aèria de l'Aconcagua mirant cap al nord.

L'Aconcagua es troba a l'Argentina, a la província de Mendoza, departament de Las Heras, a uns a uns quinze quilòmetres de la frontera amb Xile. La ciutat de Mendoza, capital de la província, es troba 130 quilòmetres a l'est i Santiago a només 110 quilòmetres al sud-oest, mentre Buenos Aires es troba a uns 1.100 quilòmetres a l'est. Amb els seus 6.962 metres, és el punt més alt de la serralada dels Andes i el pic més alt fora d'Àsia.
Està envoltat de nombrosos cims que superen els 5.000 metres, especialment al Cordón de los Penitentes, una serralada d'uns 50 quilòmetres de llargada, situada al nord pel Mercedario, que s'eleva als deserts dels Andes centrals. A l'est, la polsosa extensió marró de l'Argentina contrasta amb l'horitzó blau de l'oceà Pacífic visible a 150 quilòmetres a l'oest.

### Topografia
L'Aconcagua està limitada a l'oest i sud-oest pel Valle de los Horcones, al nord i a l'est pel Valle de las Vacas. Té diverses glaceres de dimensions modestes, en particular, al nord-est, la glacera de los Polacos, anomenada així en homenatge a l'expedició de 1934 dirigida per Konstanty Narkiewicz-Jodko; a l'est hi ha el glaciar de los Ingleses. Tot i la lenta acumulació de neu, aquestes glaceres alimenten rius força importants, entre els quals podem esmentar el riu Los Horcones, al vessant oest i sud, i el riu de las Vacas, al vessant nord i est, que són afluents del riu Mendoza, les aigües del qual desguassen a l'oceà Atlàntic.
Durant la dècada de 1920 un estudi trigonomètric realitzat per l'Institut Geogràfic Militar Argentí de cara a construir un ferrocarril que travessés la serralada, va determinar que tenia una altitud de 7.021 metres. El 1956, enmig d'un debat sobre l'equilibri entre Aconcagua i el seu homòleg andí d'Ojos del Salado, Eduardo E. Baglietto de la Universitat de Buenos Aires va decidir mesurar l'altitud exacta del cim pel mètode geodèsic i va obtenir un valor de 6.959,7 metres, amb un probable error de més o menys d'un metre. El 1989, gràcies al GPS, Francesco Santon de la Universitat de Pàdua, amb l'ajuda de l'Institut Argentí de Glaciologia i Nivologia va establir les altituds dels dos cims en 6.962 metres i 6.900 metres respectivament, amb un marge de més o menys cinc metres. Després d'una controvèrsia suscitada el novembre de 2006 per la revista Andes, s'organitza una expedició franco-xilena i l'altitud oficial d'Ojos del Salado es redueix finalment a 6.891 metres, cosa que confirma la preeminència de l'Aconcagua.

### Geologia

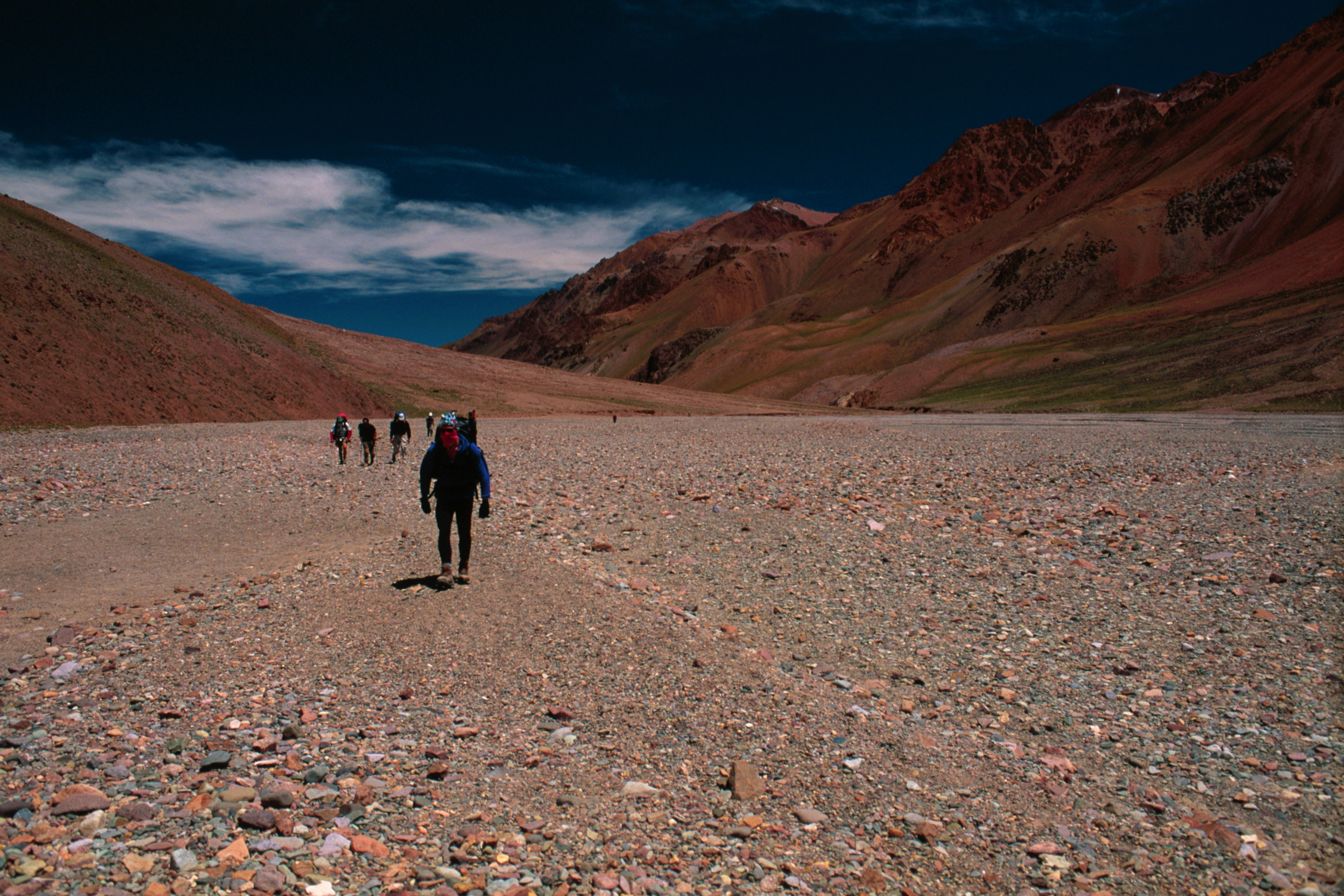
Aproximació per paisatges àrids.

Aconcagua no és un volcà, al contrari de les conclusions extretes per Charles Darwin durant una expedició terrestre el 1834 durant el segon viatge del HMS Beagle. La seva gran altitud es deu a un augment tectònic relacionat amb la subducció de la placa de Nazca sota la placa sud-americana en un pla gairebé horitzontal. Aquesta subducció, provocant fenòmens de compressió, va induir l'elevació de diverses zones al llarg de falles normals, així com nombrosos plecs dels sòls sedimentaris. Aquesta orogènesi andina és relativament recent ja que es troba des de finals del Mesozoic fins a principis del Cenozoic.
L'Aconcagua és un sinclinal encimbellat format per una base de dipòsits sedimentaris que daten del proterozoic tardà i del paleozoic, molt deformat per granitoides datats al Permià. Les roques sedimentàries plegades que daten del Mesozoic es col·loquen per sobre de la sèrie paleozoica, en discordança. Els jaciments del Triàsic són continentals; els del Juràssic inferior i mitjà són marins, però els dipòsits del Juràssic tardà són evaporites. Alguns dipòsits del Cretaci també mostren sèries marines. El conjunt està superat per un bloc d'andesites. Encara que establerts al Cenozoic, aquestes andesites podrien ser més antigues i datar del Paleozoic. Després haurien estat alçats durant el plegament que va tenir lloc al Miocè. Els dipòsits sedimentaris del Plistocè i l'Holocè són relativament petits. De fet, durant les darreres glaciacions la gran aridesa de la regió no va permetre un desenvolupament molt significatiu de les glaceres.

### Clima

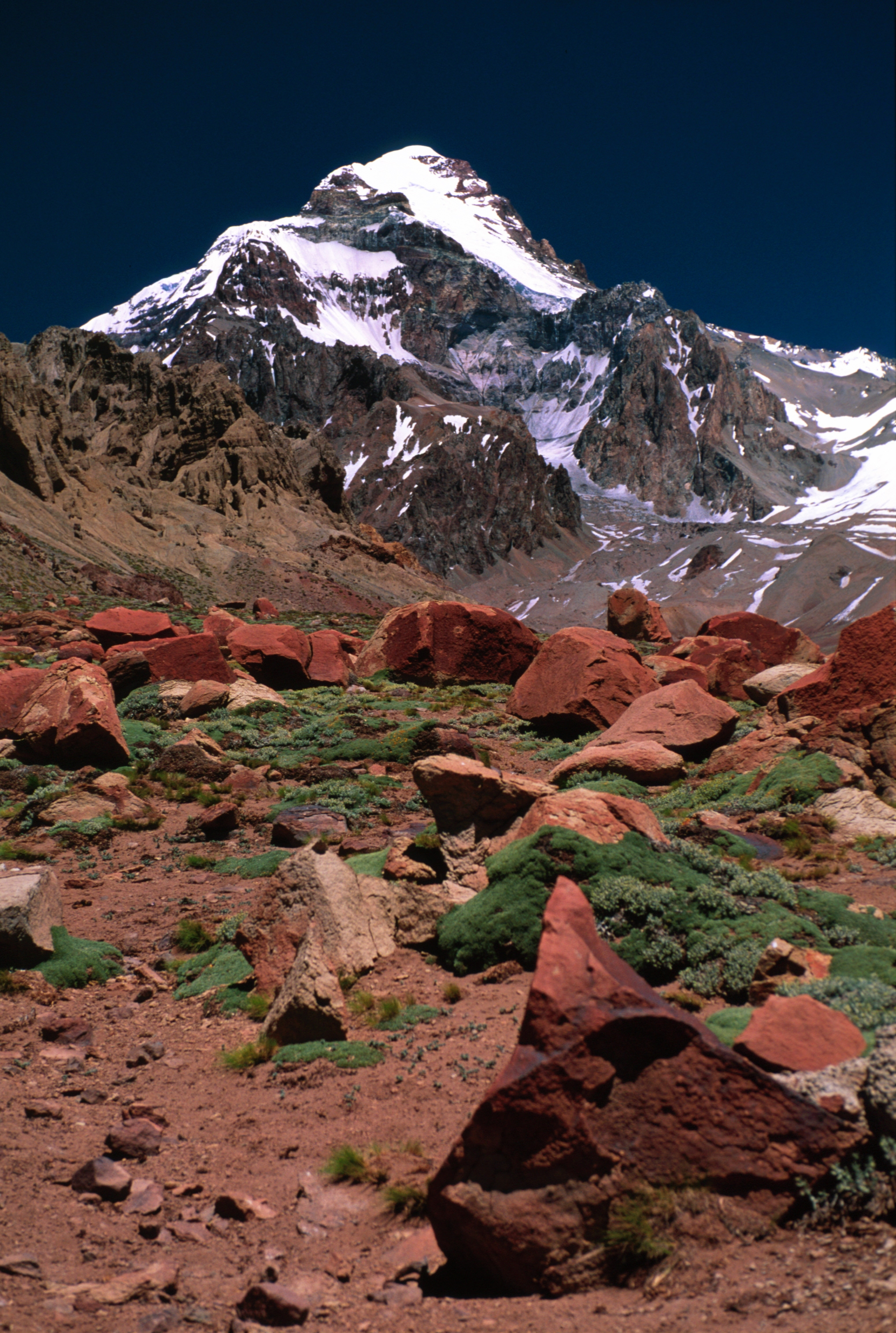
L'Aconcagua vist des de la base del Puente del Inca.

L'Aconcagua es troba a la Cordillera Principal o Cordillera del Límit, en una regió semidesèrtica. L'escassetat de precipitacions i la violència dels vents, que bufen fins a 250  km/h, expliquen l'escassa quantitat de neu permanent que cobreix el cim. Els canvis climàtics són ràpids i els contrastos diaris són significatius a l'estiu, de manera que la temperatura nocturna pot baixar molt sota zero en altitud. Durant l'hivern la neu pot caure per sota dels 4.000 metres. La fusió estacional de la neu fa que a les glaceres es formin curioses formacions de neu congelada, punxegudes, de fins a trenta metres d'alçada que són anomenades "penitents".
Durant l'estiu, la muntanya rep la major part de les precipitacions anuals, provocades per vents de l'oest carregats d'humitat. Aquests vents pugen pels vessants de la serralada, refredant-se i condensant-se i formant els famosos núvols lenticulars anomenats Viento Blanco o “vents blancs” que de vegades cobreixen els cims i que anuncien neu i forts vents en altura. També poden generar tempestes violentes, amb formació de plomes, núvols llargs i prims a les valls. Però el cim de l'Aconcagua s'allunya principalment d'aquestes condicions atmosfèriques i s'hi augmenta el sol en comparació amb les valls.

### Fauna i flora
Hi ha una vegetació esparsa en forma de cactus i d'altres plantes amb flors, principalment a l'estiu, fins a l'altitud de Confluència (3.500 metres al Valle de los Horcones i a la Plaza Argentina, 4.100 metres al Valle de las Vacas). Les espècies d'orquídies i Calandrinia floreixen a la primavera i principis d'estiu, mentre el Saintpaulia espera fins al novembre per florir. La resta de vegetació està formada per arbustos baixos com l'Adesmia pinifolia, l'Azorella compacta o el Skytanthus acutus, localment cuerno de cabra o “trompa de cabra”.
Pel que fa a la fauna, els petits ocells passeriformes superen els grans i poques vegades s'aventuren a grans altituds, on regna el còndor andí, amb una envergadura de les ales superior als tres metres, el Caracarà carunculat que és relativament similar des del punt de vista del color plomall, però substancialment més petit, el zopilot negre i el zopilot capvermell. També s'hi pot trobar la sorollosa perdiu andina. Entre els rèptils destaquen un gran nombre de sargantanes que s'amaguen entre les roques. Els mamífers més comuns són el guanac i la guineu andina.

## Història

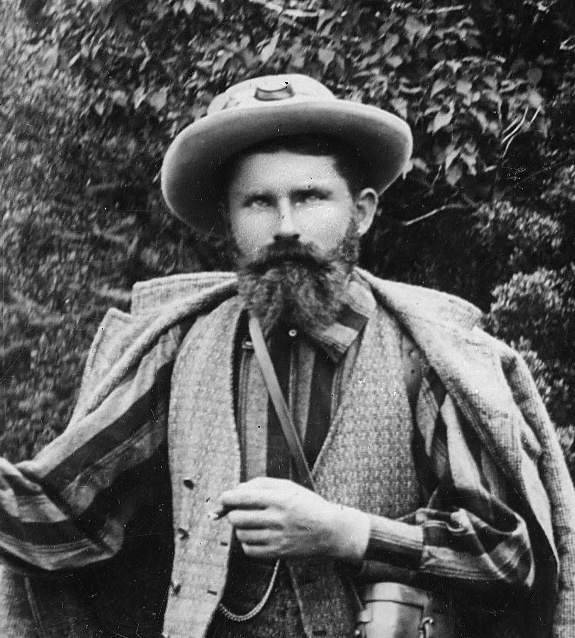
Matthias Zurbriggen va arribar al cim el 1897.

No hi ha cap evidència que els inques arribessin al cim de l'Aconcagua, però sí que van pujar molt amunt a la muntanya. El 1947 es va descobrir l'esquelet d'un guanac a la carena que connectava els cims nord i sud, anomenat a partir d'aleshores "cresta de guanac". Encara que sembli improbable que aquest animal pugés pels seus propis mitjans a aquesta altitud, no s'ha trobat cap jaciment arqueològic. Finalment, les proves més formals van sortir a la llum el 1985 amb el descobriment d'una mòmia preservada pel fred i la sequera a 5.200 metres d'altitud a la carena sud-oest del Cerro Piramidal, un pic secundari de l'Aconcagua. La presència provada dels quítxues al cims de muntanyes tan altes com el Llullaillaco (6.739 metres) fa pensar als arqueòlegs que queden molts jaciments per trobar a l'Aconcagua.
El primer en explorar la muntanya va ser el general argentí José de San Martín el 1817. Durant la seva travessia dels Andes centrals, per alliberar Xile de la presència espanyola, va passar tres anys recaptant i preparant un exèrcit de 5.300 soldats, 10.600 mules i 1.600 cavalls, per atacar les ciutats de Santiago i Valparaíso des dels passos que envoltaven el Mercedario, Tupungato i Aconcagua. Van pujar la seva artilleria a més de 4.000 metres sobre el nivell del mar per derrotar finalment, després de greus pèrdues, els espanyols que esperaven una invasió per mar.
El primer intent real d'ascendir l'Aconcagua per part dels occidentals va ser realitzat per l'alemany Paul Güssfeldt el 1883. Va fer l'aproximació des de Santiago, per després remuntar el riu Volcán i finalment seguir la carena del nord-oest, la qual s'ha convertit en la ruta normal. Va arribar a una altitud de 6.560 metres però va haver de desistir a causa del mal temps.
El primer ascens amb èxit pel vessant nord el porta a terme el guia suís Matthias Zurbriggen que coronà el cim en solitari el 14 de gener de 1897, després de cinc intents infrutuosos en les sis setmanes anteriors. El líder de l'expedició, l'anglès Edward FitzGerald, així com altres membres i portadors van abandonar a 6.700 metres. Stuart Vines i Nicola Lanti també van fer cim el 13 de febrer. Vines i Zurbriggen poques setmanes més tard també aconseguiren la primera ascensió del veí Tupungato.
La francesa Adrienne Bance fou la primera dona a pujar a l'Aconcagua el 7 de març de 1940, junt a l'alemany Jorge Link i els membres del Club Andinista Mendoza: Pablo Franke, P. Etura, D. López i J. Semper.
El 1944, la dramàtica expedició de l'alpinista alemany Juan Jorge Link, on va morir amb altres tres membres de l'expedició, inclosa Adrienne Bance, amb qui s'havia casat després de l'ascensió de 1940. Aquest tema és tractat per Tibor Sekelj a Tempestad sobre el Aconcagua.
La primera ascensió per la difícil cara Sud no va tenir lloc fins al 25 de febrer de 1954 per un equip de joves francesos dirigit per René Ferlet. La primera ascensió en solitari de la cara sud de l'Aconcagua va ser completada amb èxit pel guia francès Ivano Ghirardini en tres dies i mig el 1981. La primera hivernal en solitari de la cara sud fou aconseguida pel guia japonès Tsuneo Hasegawa el 1982.
El 2014 Kilian Jornet va establir un rècord d'escalada i descens de l'Aconcagua des de Horcones en 12 hores i 49 minuts. El rècord es va batre menys de dos mesos després pel suïsso-equatorià Karl Egloff, en un temps d'11 hores 52 minuts, gairebé una hora més ràpid que Kilian Jornet.

## Muntanyisme

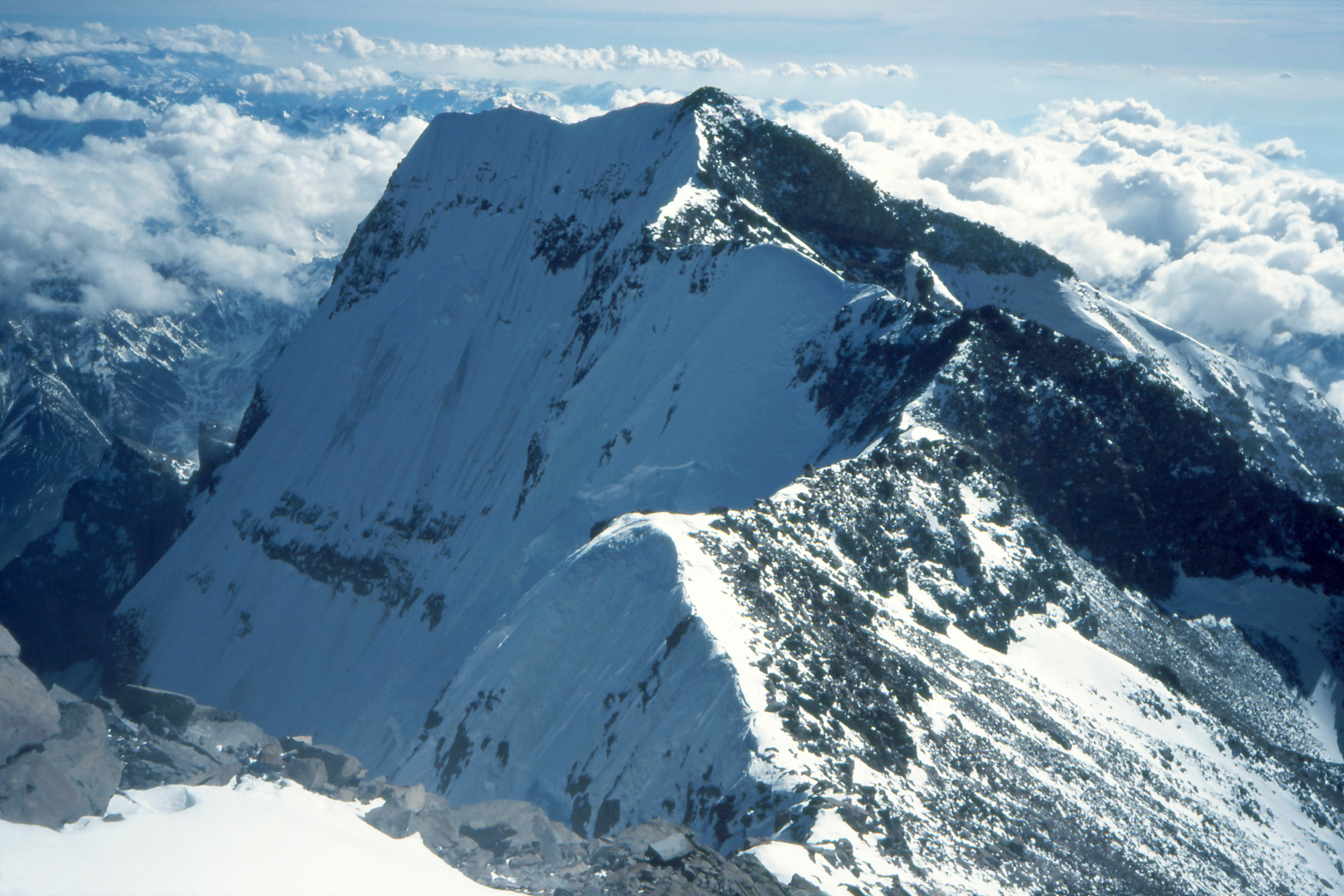
Cim sud i carena

La millor temporada per pujar a l'Aconcagua és durant l'estiu austral, de desembre a juny, a causa de les condicions climàtiques. Tot i que els efectes de l'altitud són importants i poden causar mal d'altura no és necessari l'ús d'oxigen addicional. Per intentar l'ascens, cal una sol·licitud de permís de les autoritats que gestionen el parc provincial de Mendoza, el preu del qual varia segons les estacions de l'any. En total la muntanya ofereix trenta-tres rutes.
La ruta normal d'aproximació és des del nord, en ruta relativament fàcil, sense gaire neu a l'estiu i un camí ben marcat que porta fins a la Canaleta, a 6.700 metres d'altitud. La segona ruta més freqüentada és la Ruta de la Glacera de los Polacos, que segueix el Valle de las Vacas, travessa la glacera de los Polacos i poc després s'uneix a la ruta normal per a la pujada final al cim. El campament base es troba a la plaça Argentina, però és possible arribar a la ruta anant cap a l'est des de Nido de Condores o Berlín. Les moltes rutes que passen per les carenes sud i sud-oest són molt difícils. Aquesta cara presenta una paret vertical de 3000 metres d'alçada. La cara oest té tres vies poc traçades.

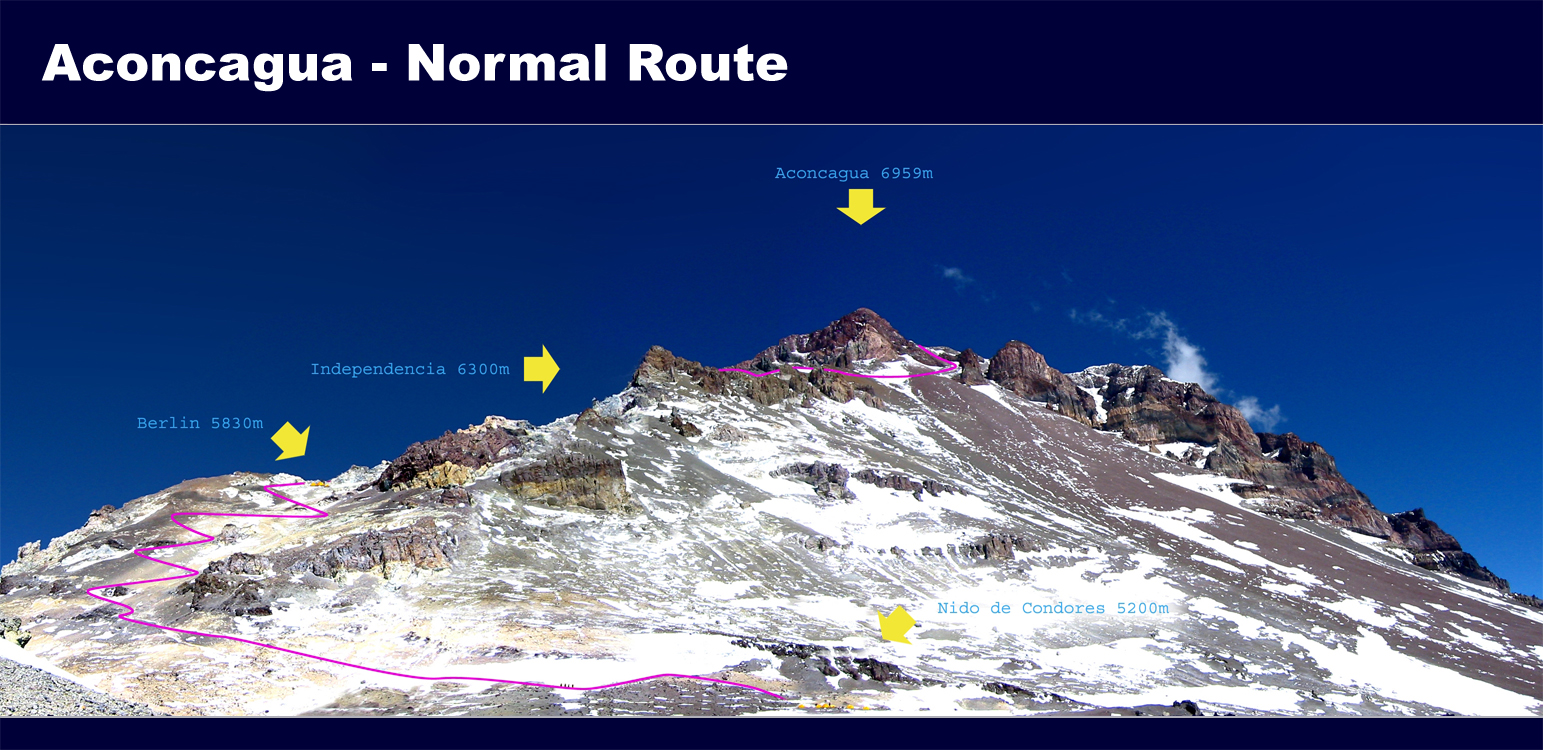
Ruta normal fins al cim

## Protecció del medi ambient
L'Aconcagua forma part del parc provincial de l'Aconcagua, una àrea protegida de 71.000 ha declarada el 1983. És un dels tres parcs provincials de la província de Mendoza, juntament amb el del volcà Tupungato i de la Laguna del Diamante. Està obert oficialment des de 15 de novembre al 15 de març. Des del 1990 s'ha beneficiat d'un servei de guàrdia que té com a funció controlar els permisos i mantenir l'ordre, protegir el parc i ajudar els turistes. Els excursionistes poden disposar d'un servei de lloguer de mules que pot transportar dues bosses de 30 kg cadascuna, sota l'autoritat dels arrieros que són responsables de la gestió, cura i preparació dels animals. Els argentins són gairebé el 30% dels turistes que entren al parc. Els segueixen els estatunidencs, alemanys i espanyols. Amb 7.658 visitants durant la temporada 2007-2008, principalment al voltant del mes de gener, el nombre de visitants al parc augmenta constantment. Gairebé el 60% d'aquests visitants sol·licita un permís per intentar l'ascens a algun dels cims.

## Curiositats
La muntanya va ser l'escenari del programa "El Cim" de TV3, on un grup d'alpinistes catalans, guiats, entre d'altres, per Òscar Cadiach, van coronar-ne el cim el 24 de gener de 2003.